# 漢科卡爾卡山
16°6′41″S 68°13′3″W / 16.11139°S 68.21750°W
漢科卡爾卡山（Janq'u K'ark'a），是玻利維亞的山峰，位於該國西部拉巴斯省的拉雷卡哈省和佩德羅多明戈穆里略省，處於孔多里里山東北面，屬於安第斯山脈中玻利維亞瑞阿爾山脈的一部分，海拔高度約5,038米。